# متحكم موحد عن بعد
المتحكم الموحد عن بعد (بالإنجليزية: Unified Remote) هو تطبيق محمول من تطوير شركة يوفيد انتنتس، يُستخدم للتحكم في البرامج المثبّتة على جهاز الحاسوب عن بُعد باستخدام الهاتف الذكي. يهدف هذا التطبيق إلى تبسيط مهمة التحكم في العديد من البرامج المختلفة من خلال تطبيق واحد، ويدعم أكثر من 70 تطبيقًا، من بينها سبوتيفاي، و يوتيوب، ومشغل الوسائط في إل سي، ومشغل وسائط ويندوز.

## نظرة عامة
تطبيق المتحكم الموحد عن بُعد هو نتاج مشروع هواة بدأه طالبان سويديان، يعقوب بيرغلوند، وفيليب بيرغكفيست، والذي تحوّل لاحقًا إلى مشروع ناشئ مربح. أُطلق التطبيق لأول مرة كتطبيق مجاني على نظام أندرويد في عام 2010، وكان يحتوي على ميزات بسيطة ويدعم 13 وحدة تحكم عن بُعد لبرامج تعمل على نظام مايكروسوفت ويندوز.
بعد عام، أصدرت نسخة محسّنة من التطبيق، إلى جانب نسخة مدفوعة تضمنت ميزات إضافية وعددًا أكبر من وحدات التحكم عن بُعد.
أما النسخة الأحدث فقد أُطلقت في عام 2014، وشهدت إعادة تصميم كاملة لواجهة المستخدم بالإضافة إلى تقديم دعم لأنظمة آي أو إس، وماك، ولينكس.

## النمو والتطور
منذ عام 2010، اكتسبت الشركة شعبية متزايدة في وسائل الإعلام عبر الإنترنت، بما في ذلك شبكات التواصل الاجتماعي، ومواقع الأخبار، ومجتمعات المدونات. وقد حظي التطبيق باهتمام خاص على عدد من المواقع البارزة، مثل:
- سي نت[1]
- ذا جورنال[2]
- بي سي وورلد[3]
- لايف هاكر[4]
- أندرويد بوليس[5]

كما شملت التغطية الإعلامية الدولية عددًا من الدول، من بينها:
- البرازيل[6]
- بولندا[7]
- ألمانيا[8]

- السويد[9]

## مميزات
يوفّر التطبيق العديد من وحدات التحكم عن بُعد لبرامج متنوعة. ويشمل ذلك إدخالًا أساسيًا للفأرة ولوحة المفاتيح، بالإضافة إلى دعم لتطبيقات الوسائط، وبرامج العروض التقديمية، وحتى وظائف الطاقة مثل إيقاف التشغيل أو إعادة التشغيل. كما يوفّر الخادم واجهة برمجة تطبيقات مفتوحة تتيح للمطوّرين إنشاء وحدات تحكم مخصصة خاصة بهم.

## نظر أيضًا
- زوهو أوفيس
- ريموت أبل
- آي تيونز ريموت